# Heinrich Börnstein
Pour les articles homonymes, voir Börnstein.
Heinrich Bornstein (1805-1892) était un metteur en scène, traducteur et écrivain allemand, américain et autrichien. Rédacteur en chef de l'Anzeiger des Westens (en) (Moniteur de l'Ouest) à Saint-Louis, dans le Missouri, il a pris une part active à la guerre de Sécession aux États-Unis, après avoir participé aux prémices de la Révolution de 1848 en Allemagne.

## Biographie
Né le 4 novembre 1805 à Hambourg, Heinrich Börnstein était le fils de Franz Sigmund Börnstein et de sa femme Sophie. 
La famille fuit Hambourg ravagée à la fin des guerres napoléoniennes et se réfugie dans la ville d'origine de Franz, Lvov, appartenant alors à l'empire d'Autriche. Après son service militaire, Heinrich s'installe à Vienne où il étudie la médecine et commence à travailler en tant que journaliste au cours des années 1830. 
Très vite son talent dramaturgique lui a permis d'écrire des pièces très populaires. En 1826, il a été nommé secrétaire des deux principaux théâtres de Vienne, le Theater an der Wien et le Theater in der Josefstadt. Par la suite, Börnstein devient directeur de certains de théâtre les plus réputés, en Allemagne et en Italie, à Linz, Zagreb, Trieste, Venise et d'autres villes. 
Le 12 novembre 1829, il a épousé l'actrice hongroise Marie Steltzer, âgée de seulement 15 ans, avec qui il a voyagé en 1841 dans les principales villes allemandes. Sa popularité en Allemagne lui a permis d'aller à Paris en 1842. Il correspond également avec les principaux journalistes de l'époque. Se rendant compte qu'il ne pouvait pas être simultanément actif en tant qu'écrivain et en tant que metteur en scène, il se concentra sur la littérature, dans le but d'écrire un nombre important de pièces de théâtre.
Comme son frère le journaliste Karl Börnstein (1806-1849), Heinrich Börnstein était un défenseur de la liberté. Ses idéaux artistiques allaient de pair avec l'idée d'un gouvernement respectant la souveraineté du peuple. Dès 1840, il écrit de chroniques pour la Gazette d'Augsbourg et continue à Paris, où il traduit aussi une cinquantaine d'opéras français pour le public allemand. Il écrit également des correspondances pour un grand journal germanophone américain, le Deutsche Schnellpost de New York, ce qui attire l'attention d'Horace Greeley, qui lui commande des articles de Paris pour son New York Tribune. Le grand nombre de commandes d'article amène les deux frères à créer un "Bureau central pour les commissions et les publicités pour l'Allemagne", qui envoie aux journaux étrangers La correspondance française.
Il a le soutien de ses amis Franz Liszt et Giacomo Meyerbeer. Heinrich Börnstein veut faire jouer un opéra allemand à Paris mais c'est un échec et, faute de recettes, 80 participants allemands sont bloqués à Paris. Heinrich Börnstein organise une collecte pour eux, puis monte un opéra pour Louis-Philippe à Versailles grâce au soutien de Franz Liszt.
Dans le sillage de ces premiers succès, en janvier 1844, il a fondé avec Adelbert von Bornstedt le bihebdomadaire culturel et politique Vorwärts! (en) (En avant!), dont le nom va inspirer plus tard le Parti social démocrate allemand lorsqu'il se dotera d'un quotidien. En plus des frères Bornstein et de Bornstedt, le journal Vorwärts! (en) était rédigé par de nombreux émigrés allemands. Karl Ludwig Bernays était le rédacteur en chef. Avec Bornstedt et le baron von Köhler, Heinrich Börnstein a fondé, en février 1844, une "Association de soutien aux Allemands en détresse à Paris". Elle gère une salle de lecture et bibliothèque de prêt.
Cette agitation indispose de l'autre côté du Rhin. Le  25 janvier 1845, à l'appel du comte von Arnim, ambassadeur de Prusse à Paris, le ministre français de l'Intérieur Tanneguy Duchâtel prit un arrêté ordonnant l'expulsion de neuf Allemands vivant à Paris, parmi lesquels se trouvaient Heinrich Bornstein, Karl Ludwig Bernays, Karl Marx et Mäurer. Heinrich Bornstein négocie son maintien dans la capitale française, où il continuera à diffuser, discr7tement, des nouvelles aux journaux allemands et américains.
Le journaliste américain Charles Anderson Dana, en tournée en Europe, lui verse un paiement en or de Horace Greeley, pour sa couverture des événements de 1848, publiée dans le New York Tribune. Le New York Herald leur consacre aussi sa "UNE" du 19 mars 1848. Il publie le calendrier des départs de paquebots prévus, en écrivant que "tout le pays attend avec une extrême impatience les prochaines nouvelles d'Europe", pour trouver "une solution au grand problème" de la démocratie.
Heinrich Bornstein est parti en février 1849 aux États-Unis, où il est devenu rédacteur en chef de l'Anzeiger des Westens, à Saint-Louis, dans le Missouri, le plus ancien journal de langue allemande des États-Unis. Il investit dans un hôtel et dans plusieurs saloons. En 1859, il fait jouer un opéra dans le "Théâtre des Variétés", de Saint Louis, qui a repris le nom d'un célèbre établissement parisien. 
Ensuite, il a pris une part active à la guerre de Sécession. En avril 1861,une force militaire bénévole est mise sur pied pour protéger l'Arsenal national américain, basé à Saint-Louis, des visées sudistes. Elle est organisée par Francis Preston Blair et Nathaniel Lyon. Boernstein est élu colonel de l'un des 4 régiments de volontaires, après avoir escorté un convoi de munitions sur le Missouri, de l'Arsenal vers Alton, dans l'Illinois. Le Missouri tout entier ne comptait en 1860 qu'environ 20 000 républicains, très dispersés, sauf à Saint-Louis, où ils étaient très nombreux parmi les Allemands et tinrent les sudistes à l'extérieur de la ville. Francis Preston Blair utilisa les milices républicaines de la ville, principalement allemandes, une population qui avait voté à 81% pour Abraham Lincoln, pour isoler le chef de l'arsenal, qui était acquis aux sudistes.